# ベルビル (南アフリカ)
ベルビル（英語: Bellville）は、南アフリカ共和国西ケープ州ケープタウン都市圏の町。西ケープ大学が立地する町として知られている。

## 歴史
ケープタウン中心地から12マイル（約20km）離れていたことから、トゥウェルブマイル・ポスト（アフリカーンス語: 12-Myl-Pos）という名で設立される。当初はさらに別の名前があったが、1861年にチャールズ・ダビッドソン・ベルの名前からベルビルという名に改名された。

## 町章
1947年6月18日に最初の町章を制定し、その後5度の修正を経て現在は1979年に制定されたものを使用している。盾には元々の名称である Twaalfmylを意味する赤と金の横縞模様が施され、盾の中央部には黒い筋が縦に入れられている。現在の町章に修正したのはオランダ人のコーネリス・パーマで、黒い筋の中に描かれていた鐘の種類を変更した。その後この紋章は1980年2月に政府の紋章局に登録されている。

## 教育
- 西ケープ大学